# 企業フィランソロピー大賞
企業フィランソロピー大賞（きぎょうふぃらんそろぴーたいしょう、英: Philanthropy）は、公益財団法人日本フィランソロピー協会より、企業が行う社会課題の解決や社会の健全な発展の寄与を顕彰する為に、2003年（平成15年）に創設された日本の賞。

## 概要

### 選考基準[1]
革新性（固定観念や既成概念にとらわれず、先駆的に行動し新たな社会価値を創造している。）
継続性（一過性に終わることなく、真摯に活動を継続している。）
波及性（従業員はじめステークホルダーの参画、他企業や他セクターとの連携など社内外への広がりがみられる。）
経営との関連性（経営陣の関与・経営理念との関連性が明確である。）
経営資源の活用（事業活動により培われた経営資源（人材・ノウハウ・技術・情報など）を活用している。）

### 選考委員（現行[1]）
- 國部克彦（神戸大学副学長/委員長）
- 井手明子（NTT常勤監査役）
- 佐藤雄二郎（共同通信社代表取締役社長）
- 渋澤健（コモンズ投信取締役会長）

退任
- 武田晴人（東京大学名誉教授）
- 岩田喜美枝（資生堂顧問）

## 受賞企業
| 年度 | 受賞企業                       | 活動                                                                               |
| ---- | ------------------------------ | ---------------------------------------------------------------------------------- |
| 2020 | エーザイ株式会社               | 業務時間の1％を患者とともに過ごすヒューマン・ヘルスケア（human health care）活動   |
| 2020 | 城南信用金庫                   | 「“よい仕事おこし”フェア」「よい仕事ネットワーク」による地方創生の取り組み         |
| 2019 | 第一勧業信用組合               | 社会的課題解決による地域社会の持続的成長を目指した活動                             |
| 2019 | 北良株式会社                   | 医療と防災のヒトづくり×モノづくりプロジェクト                                      |
| 2018 | UBS                            | 多様な子どもたちの架け橋プロジェクト                                               |
| 2017 | アサヒグループホールディングス | アサヒKIDSプロジェクト                                                             |
| 2016 | りそなホールディングス         | 多様な子どもたちの架け橋プロジェクト                                               |
| 2015 | リクルートホールディングス     | ホンキの就職                                                                       |
| 2014 | 日本ウエストン                 | 障がいを乗り越え一人の働き手に                                                     |
| 2013 | カネパッケージ                 | マングローブ植林活動                                                               |
| 2012 | リコー                         | 市村自然塾                                                                         |
| 2011 | ヤマトホールディングス         | 東日本大震災の被災地における支援活動                                               |
| 2010 | アメリカンファミリー           | がんと闘う子どものための活動                                                       |
| 2009 | 中村ブレイス                   | 過疎の町で、義肢装具開発を基盤にしたものづくり・ひとづくり活動                     |
| 2008 | フェリシモ                     | ともにしあわせになるしあわせ                                                       |
| 2007 | 滋賀銀行                       | 環境を主軸としたCSR経営を実践                                                      |
| 2006 | アプリシェイトグループ         | 社会的弱者の生活改善支援                                                           |
| 2005 | カタログハウス                 | 環境問題や社会問題に徹底的に配慮したカタログを通じての通信販売                     |
| 2004 | 今井書店グループ               | 「本の学校」を中心とした出版文化研究、読書推進環境整備、出版業界人研修等の運営     |
| 2003 | 木の城たいせつ                 | 地元北海道産の木100％活用による健康100年住宅づくりを通じた地域循環自立型産業の実践 |